# Тирийо (язык)
Тирийо — язык народа тирийо, один из карибских языков. По данным справочника Ethnologue число носителей составляет около 2300 человек; из них 1400 человек живёт в Суринаме и 900 человек — в Бразилии.
Несмотря на малое число носителей, язык имеет довольно прочные позиции, так как активно используется говорящими во всех сферах жизни. Большинство носителей — монолингвы.
Имеется 9 гласных и 7 согласных звуков.

## Диалекты
Выделяют 2 основных диалекта: K-Tiriyó (восточный) и H-Tiriyó (западный). Основные различия — фонологические. Вероятно имеются также различия в лексике и грамматике, однако такие данные не предоставлены и вопрос остаётся спорным.
Демографически наиболее важен H-Tiriyó (около 60 % носителей), распространён в деревнях вдоль рек Зап. Пару и Марапи и в деревне Квамаласамуту (Суринам). K-Tiriyó распространён в деревнях вдоль реки Вост. Пару в Бразилии и в деревнях Тепое и Палоемеу (в Суринаме).